# Princípio de sucessão faunística
O princípio de Sucessão faunística ou princípio da identidade paleontológica, diz que os grupos de fósseis (animal ou vegetal) ocorrem no registo geológico segundo uma ordem determinada e invariável, de modo que, se esta ordem é conhecida, é possível determinar a idade relativa entre camadas a partir de seu conteúdo fossilífero. Esse princípio, inicialmente utilizado como um instrumento prático, foi posteriormente explicado pela teoria da evolução de Charles Darwin. Diversos períodos marcados por extinção de grande parte do conteúdo fossilífero são conhecidos na história da Terra e levaram ao desenvolvimento da teoria do catastrofismo.
Esse principio é baseado na observação de estratos de rochas sedimentares que contêm fósseis de flora e fauna, esse fósseis sucedem uns ao outros verticalmente em uma ordem específica e consistente, que pode ser identificável entre longas distâncias horizontais. Um osso de um Neandertal (com menos de 500.00)  fossilizado nunca será encontrado no mesmo estrato que um Megalossauro (com cerca de 160 milhões de anos), por exemplo, porque neandertais e megalossauros viveram em períodos geológicos diferentes, separados por milhões de anos. Isso permite que os estratos sejam identificados e datados pelos fósseis encontrados neles.
Este princípio, que foi nomeado pelo geólogo inglês William Smith, é de grande importância na determinação da idade relativa de rochas e estratos. O conteúdo fóssil das rochas, juntamente com a lei da superposição, ajuda a determinar a sequência temporal em que as rochas sedimentares foram depositadas. 
A evolução explica a sucessão de fauna e flora preservadas nas rochas. A sucessão faunística foi documentada por Smith na Inglaterra durante a primeira década do século 19, e simultaneamente na França por Cuvier (com a ajuda do mineralogista, Alexandre Brongniart). Características biológicas antigas e organismos antigos são sucedidos no registro fóssil por versões mais atuais. Por exemplo, os paleontólogos investigando a evolução de aves puderam prever que as penas surgiram primeiro em organismos antigos, predecessores incapazes de voar, como os dinossauros com penas.  E precisamente, foi o que se descobriu no registro fóssil: penas simples, incapazes de suportar voos, foram sucedidas por penas maiores e mais complexas.
Na prática, as espécies mais usuais para o diagnóstico são aquelas com a maior taxa de rotatividade de espécies (que é a velocidade na qual espécies de uma comunidade são substituídas ao longo do tempo e/ou espaço) e com a maior distribuição no espaço; o estudo dessas espécies é denominado bioestratigrafia, a ciência que data rochas a partir dos fósseis nela contidos. Nos estratos Cenozóicos, testes fossilizados de foraminíferos são frequentemente utilizados para determinar sucessão faunística em uma escala refinada, cada unidade bioestratigráfica (biozona) sendo um estrato geológico que é definido a partir das taxas de fósseis característicos. Um esquema de zonas microfaunais baseado em foraminíferos e ostracodes foi feito por M. B. Hart (1972).
Fósseis de formas de vida mais antigas são mais simples, enquanto fósseis de formas de vida mais recente são mais semelhantes às formas de vida vivas atualmente (princípio da sucessão faunística).